# نقار الخشب أبيض
نقار الخشب الأبيض (الأسم العلمي: Melanerpes candidus) هو نوع من أنواع نقار الخشب في أمريكا الجنوبية (فَصيلة نقار الخشب) موطنه الأراضي العشبية في سورينام وغويانا الفرنسية والبرازيل وبوليفيا وباراغواي وأوروغواي والأرجنتين. وهوطائر أبيض ساطع مع أجنحة سوداء ولون صغير مميز ومشرق. على الرغم من كونه طائرًا غير شائع بشكلاً عام مع توزيع غير مُنتظم إلى حداً ما، إلا أنه يُعتقد أن إجمالي تعداده يتزايد، وقد قام قام الاتحاد الدولي لحفظ الطبيعة بتصنيفها على أنها «نوع غير مُهدد».

## التصنيف
تم وصف هذا النوع لأول مرة باسم الاسم العلمي Melanerpes candidus في عام 1796 من قبل عالم الطبيعة الفرنسي برنهارد كريستيان أوتو، وهو النوع المحلي الذي في كايين. يتم وضعه في بعض الأحيان في جنس Leuconerpes الخاص به، لكنه يظهر العديد من أوجه التشابه في التشكل مع Melanerpes . لا توجد سلالات معروفة (نمطية).

## الوصف
ينمو طول هذا نقار الخشب من 24 إلى 27 سم (9.4 إلى 10.6 بوصة). المعطف والظهر والأجنحة والذيل للكبار أسود اللون، وريش الطيران أسود مائل إلى بني من الأعلى والجانب السفلي من الأجنحة أسود رمادي. التاج والوجه والردف والأجزاء السفلية بيضاء اللون، مع بعض التظليل البرتقالي في بعض الأحيان. لدى الذكر بعض اصفرار الثدي والمؤخرة الذي تفتقر إليه الأنثى، وكلا الجنسين لديه قدر معين من اللون الأصفر على البطن. يمتد شريط أسود ضيق من خلف العين حتى مؤخر العنق. هناك حلقة عارية من الجلد الأصفر حول العين لها قزحية صفراء. المنقار طويل ورمادي اللون، شاحب بالقرب من القاعدة والساقين رمادية. اليافع لونه بني وأقل لمعانًا من البالغين، مع كون المناطق الشاحبة مصفرة وليست بيضاء. تكون الحلقة المدارية عند الصغار رمادية وليست صفراء، وقد يكون لكلا الجنسين بعض اللون الأصفر على مؤخر العنق.

## توزيع والسكن
ينتشر نقار الخشب الأبيض بشكل كبير في أمريكا الجنوبية إلى الشرق من جبال الأنديز. يمتد نطاقها من سورينام وغيانا الفرنسية، عبر الكثير من البرازيل إلى جنوب شرق بيرو وبوليفيا وباراغواي وأوروغواي وشمال الأرجنتين. توجد على ارتفاعات تصل إلى حوالي 2000 متر (6600 قدم)، وهي غير مهاجرة، ولكنها عرضة للقيام بحركات قصيرة المدى. موطنها هو حواف الغابات، والأراضي الحرجية الجافة المفتوحة، والسافانا المشجرة، والأراضي العشبية ذات الأشجار المتناثرة، والمزارع، والبساتين، والمتنزهات، وأشجار المنغروف. إنه انتهازي وقابل للتكيف، حيث يتم رؤيته في ضواحي المدينة، ويوسع نطاقه ليشمل مناطق من الخشب المقطوع.

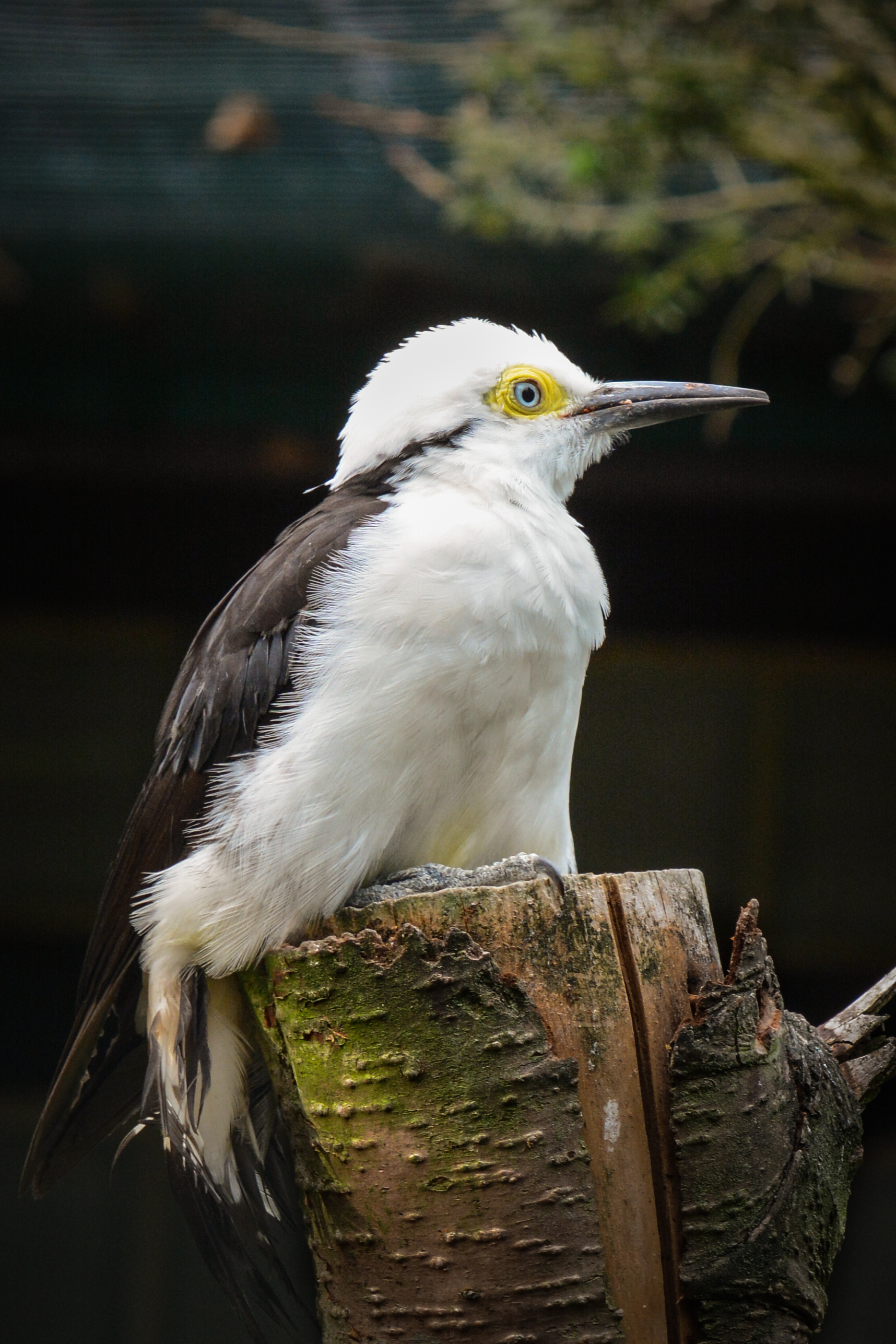
نقار الخشب الأبيض، حديقة فيلت فوغل ، ألمانيا

## علم البيئة
يتم في بعض الأحيان رؤيته في مجموعات من ما يصل إلى عشرة نقار خشب أبيض وهي تطير مع إيقاعات الجناح المرنة في سرب. النظام الغذائي متنوع ويشمل الفواكه والتوت والبذور، حيث يعتبر الطائر موزعًا مهمًا لبعض أنواع البذور. إنها تتغذى على مجموعات عائلية صاخبة  وأيضًا تداهم أعشاش النحل والدبابير البرية، وتتغذى على الحشرات البالغة، واليرقات والعسل. يتكاثر بين سبتمبر ونوفمبر. الأحيان يعشش في اماكن بعضهم البعض، لكن لا يُعرف الكثير عن عادات التكاثر.

## الحالة
نقار الخشب الأبيض لديه نطاق كبير للغاية يقدر بأكثر من 10.000.000 كم2 (3.900.000 ميل مربع)، ويبدو أنه يوسع نطاقه في الطرف الجنوبي من توزيعه. على الرغم من أنه طائر غير شائع بشكلاً عام مع توزيع غير مكتمل إلى حد ما، يُعتقد أن إجمالي الأعداد آخذ في الازدياد، وقد قام الاتحاد الدولي لحفظ الطبيعة بتقييم حالة الحفظ على أنها «نوع غير مهدد».